# Ekonomia matematyczna
Ekonomia matematyczna − kierunek w ekonomii zajmujący się badaniem szeroko pojętych zjawisk gospodarczych przy użyciu zaawansowanych technik matematycznych, takich jak analiza szeregów czasowych czy programowanie dynamiczne. Współczesna ekonomia głównonurtowa w coraz większej mierze odwołuje się do tych metod (chociażby poprzez modele równowagi ogólnej), niemniej podział na matematyczny i instytucjonalny nurt w ekonomii jest wciąż widoczny.
Jednymi z podstawowych zagadnień ekonomii matematycznej są modele wzrostu gospodarczego oraz poszukiwań pracy.
Gałęzią wiedzy pokrewną ekonomii matematycznej jest ekonometria, jednak drogi obu nauk silnie się rozeszły po opublikowaniu krytyki Lucasa.

## Literatura dodatkowa
- T. Tokarski, Ekonomia matematyczna. Modele mikroekonomiczne, Warszawa 2011, ISBN 978-83-208-1879-6.
- T. Tokarski, Ekonomia matematyczna. Modele makroekonomiczne, Warszawa 2011, ISBN 978-83-208-1924-3.